# Vicki Wickham
Vicki Heather Wickham (OBE, née en 1939) est une imprésario, productrice et auteure-compositrice anglaise.

## Carrière
Vicki Wickham est la productrice adjointe de la série télévisée britannique Ready Steady Go! et a été consultante en mode pour le magazine éphémère The Mod's Monthly, publié pour la première fois en mars 1964 par Albert Hand Publications et édité par Mark Burns, . Elle est probablement mieux connue comme imprésario des chanteurs pop / soul Dusty Springfield et LaBelle.
Wickham a co-écrit avec Simon Napier-Bell les paroles en anglais de l'unique succès britannique de Dusty Springfield,  You Don't Have to Say You Love Me, adapté de la chanson italienne Io che non vivo senza te. Avec Penny Valentine, il a co-écrit une biographie de Dusty Springfield Dancing with Demons.

## Prix
Wickham reçoit en 1999 un « Prix d'excellence pour l'ensemble des réalisations » du secteur de la musique et est nommé officier de l'Ordre de l'Empire britannique (OBE) au palmarès de l' édition 2013 de la Queen's Honours List pour services rendus à la musique.

## Publications
- (en) Valentine, Penny; Wickham, Vicki (April 2000). Dancing with Demons: The Authorised Biography of Dusty Springfield. London: Hodder & Stoughton Ltd. p. 320.  (ISBN 9780340766736)